# Джеймсон, Хелен
Хелен Джеймсон (англ. Helen Jameson; род. 25 сентября 1963) — британская пловчиха, серебряный призёр летних Олимпийских игр 1980 года в Москве.

## Карьера
На летних Олимпийских играх 1980 года в Москве выступала в трёх видах: плавании на 100 и 200 метров на спине и комбинированной эстафете 4×100 метров. В первых двух дисциплинах не смогла пробиться в финал соревнований. В комбинированной эстафете британки (Хелен Джеймсон, Маргарет Келли, Энн Осгерби, Джун Крофт) стали серебряными призёрами с результатом 4:12,24 с, уступив сборной ГДР (4:06,67 с — мировой рекорд) и опередив сборную СССР (4:13,61 с).

## Семья
Её брат Энди Джеймсон — чемпион и призёр Игр Содружества и чемпионатов Европы, призёр чемпионата мира и Олимпийских игр.